# Carles M. Castellà Espuny
Carles M. Castellà Espuny   (Tortosa, 1971) és professor de llengua catalana i literatura i professor associat del Departament de Filologia Catalana de la Universitat Rovira i Virgili al Campus Terres de l'Ebre. És llicenciat en Filologia Catalana per la Universitat Rovira i Virgili (URV), Diploma d'Estudis Avançats (URV) i diplomat en Ciències Religioses per la Universidad Pontificia Comillas.
Ha publicat diversos estudis sobre l'impacte de l'estandardització en el subdialecte tortosí i ha completat un estudi geolingüístic de totes les localitats del Baix Ebre: El tortosí del Baix Ebre i l'estàndard i Cultura popular, folklore i etnologia del Baix Ebre. Recull de mots, dites, creences, supersticions, etnotextos (2017), que ha merescut el XVII Premi Ciutat de Tortosa.
També és autor de diversos articles sobre variació lingüística i models de llengua, especialment relacionats amb el subdialecte tortosí. L'any 2013 va guanyar la IV Beca Joan Veny, que atorga l'Institut Ramon Muntaner, amb el suport de la Direcció General de Política Lingüística del Departament de Cultura de la Generalitat de Catalunya, a estudis relacionats amb la variació lingüística d'arreu del domini de la llengua catalana, amb un projecte d'investigació sobre el tortosí, què ha donat com a resultat l'obra El tortosí del Baix Ebre i l'estàndard: descripció lingüística, anàlisi i propostes (2018).
Ha participat en jornades i congressos arreu del territori català, com ara el II Congrés d'Història d'Alcanar (2003), Jornades de la Secció Filològica de l'Institut d'Estudis Catalans a Móra la Nova (2014), Jornada de Llengua als Mitjans de Comunicació de les Terres de l'Ebre, Tortosa (2017) i la I Jornada in memoriam de Josep Panisello: Llengua i ensenyament: llengua estàndard i variació lingüística, organitzada per l'Institut d'Estudis Catalans (2017).
L'any 2020 defensa la seva tesi doctoral Els parlars del Baix Ebre. Estudi geolingüístic dirigida i codirigida per Pere Navarro Gómez i Olga Cubells Bartolomé

## Obra publicada
- El tortosí del Baix Ebre i l'estàndard. Descripció lingüísitca, anàlisi i propostes. Pròleg de Joan Veny. Benicarló: Onada, 2018.[9]
- Cultura popular, folklore i etnologia del Baix Ebre. Recull de mots, dites, creences, supersticions, etnotextos. Pròleg Carme Oriol. Benicarló: Onada, 2017.[10]
- Actes de les comunicacions de la ‘Primera Jornada de Llengua als Mitjans de Comunicació de les Terres de l'Ebre’, 2017[11]

## Premis
- IV Beca Joan Veny (2014), atorgada per l'Institut Ramon Muntaner.[12]
- XVII Premi Ciutat de Tortosa (2017), organitzat per la regidoria de Cultura de l'Ajuntament de Tortosa.[13][14]